# Pass That Dutch
Pass That Dutch è un singolo della cantante e rapper statunitense Missy Elliott, pubblicato nel 2003 ed estratto dal suo quinto album in studio This Is Not a Test!.
Il brano utilizza samples tratti da Don't Let Me Be Misunderstood nella versione dei Santa Esmeralda, Magic Mountain degli War e Potholes in My Lawn dei De La Soul.

## Tracce
- CD (singolo)

1. Pass That Dutch – 3:43
2. Hurt Sumthin – 3:30

## Video
Il videoclip della canzone è stato diretto da Dave Meyers.